# SS-Führungshauptamt
Het SS-Führungshauptamt (SS-FHA) was een hoofdbureau van de SS dat verantwoordelijk was voor het opleiden en trainen van officieren voor de Waffen-SS. Bovendien moest het diezelfde organisatie voorzien van voldoende voorraden.
Het takenpakket werd gedurende de eerste twee jaar van het bestaan van dit hoofdbureau verder uitgebreid. Zo werd het hoofdbureau tijdens de oorlogsjaren verantwoordelijk voor de inspectiediensten en inspecteurs van de militaire tak binnen de SS. Belangrijk was ook het coördineren van de relatie tussen de Waffen-SS, de militaire tak van de SS, en de Wehrmacht, het Duitse leger. Naast deze verantwoordelijkheden voerde de organisatie ook het bevel over de Allgemeine-SS en was ze van 1940 tot het voorjaar van 1942 verantwoordelijk voor de concentratiekampen.
De organisatie werd opgericht op 15 augustus 1940 en stond aanvankelijk onder leiding van Reichsführer-SS Heinrich Himmler. Himmler behield deze functie tot 30 januari 1943, waarna SS-Obergruppenführer Hans Jüttner de taken waarnam.
Aan het einde van de Tweede Wereldoorlog werd het SS-Führungshauptamt opgedeeld in SS-Führungshauptamt "Süd" en SS-Führungshauptamt "Nord". De SS-Obergruppenführer Hans Jüttner voerde het commando over "Nord", en de SS-Obergruppenführer Kurt Knoblauch over "Süd" tot het einde van de oorlog.

## Commandanten
| Nr. | Afbeelding | Commandanten van het SS-Führungshauptamt      | Aangetreden      | Einde termijn   | Duur termijn                |
| --- | ---------- | --------------------------------------------- | ---------------- | --------------- | --------------------------- |
| 1   |            | Reichsführer-SS Heinrich Himmler (1900-1945)  | 15 augustus 1940 | 30 januari 1943 | 2 jaar, 5 maand en 15 dagen |
| 2   |            | SS-Obergruppenführer Hans Jüttner (1894-1965) | 30 januari 1943  | 8 mei 1945      | 2 jaar, 3 maand en 8 dagen  |

## Organisatie
- Amtsgruppe A - Organisation, Personal, Versorgung (Afdelingsgroep A - Organisatie, Personeel en Bevoorrading)
  - SS-Gruppenführer en Generalleutnant in de Waffen-SS Leo Petri[8] (26 november 1941 - 8 mei 1945[9])
  - plaatsvervangend chef SS-Brigadeführer en Generalmajor in de Waffen-SS Otto Schwab (1 februari 1943 - mei 1945[10])

- Amt I – Kommandoamt der Allgemeinen-SS (Ambt I - Commando ambt van de Allgemeine-SS) 
  - SS-Gruppenführer en Generalleutnant in de Waffen-SS Hans Jüttner (1 december 1940 - 26 april 1942[11][12])
  - SS-Brigadeführer Karl von Fischer-Treuenfeld (26 februari 1941 - 5 april 1941[13][14])
  - SS-Gruppenführer en Generalleutnant in de Waffen-SS Walter Krüger (30 januari 1942/31 januari 1942[15] – 28 februari 1942[16][15])
  - Plaatsvervangend chef SS-Gruppenführer en Generalleutnant in de Waffen-SS Kurt Knoblauch (1 juli 1942[17])
  - SS-Gruppenführer en Generalleutnant in de Waffen-SS Leo Petri[2] ( – 8 mei 1945)

- Amt II – Kommandoamt der Waffen-SS (Ambt II - Commando ambt van de Waffen-SS) 
  - SS-Standartenführer Wilhelm Bittrich[18] (1 februari 1940 – 1 december 1940[19])
  - SS-Oberführer Walter Krüger (23 oktober 1940 - 10 augustus 1941[16][15])
- General-Inspekteur für die Ersatztruppen (Generaal-Inspecteur van de Reservetroepen)
  - SS-Obergruppenführer en General in de Waffen-SS Karl Demelhuber (21 maart 1945 - 8 mei 1945[20][21])
- Inspekteur der Kraftfahrwesens der Waffen-SS (Inspecteur van de motorvoertuigen wezen van de Waffen-SS)
  - SS-Oberführer Georg-Henning von Bassewitz-Behr (1 oktober 1940 - 25 april 1941[22][23])
  - SS-Obergruppenführer en General in de Waffen-SS Kurt Knoblauch (april 1945 - mei 1945[4])

- 6. Abteilung (Nachrichtentruppen) (Verbindingstroepen)
  - SS-Gruppenführer en Generalleutnant in de Waffen-SS Ernst Sachs (1 april 1941 - 1 november 1941[24])

- Amt III – Zentralkanzlei (Ambt III - Centrale Kanselarij)

- Amt IV – Verwaltungsamt (Ambt IV - Administratie ambt)
  - SS-Brigadeführer August Frank[25] (23 oktober 1940 - 1 februari 1942[26])
  - SS-Obersturmbannführer der Reserve Hans Lörner (23 oktober 1940 - 8 mei 1945[27])

- Amt V – Personalamt (Ambt V - Personeel ambt)
  - SS-Oberführer Heinrich Gärtner (1 november 1941 – 26 november 1942[28])
  - SS-Gruppenführer en Generalleutnant in de Waffen-SS Kurt Knoblauch (26 november 1942 – 17 april 1943[29][4])
  - SS-Obergruppenführer en General in de Waffen-SS Kurt Knoblauch (april 1945 - mei 1945[4])

- Amt VI – Reit- und Fahrwesen (Ambt VI - Rijders- en Chauffeurs Training)
  - SS-Gruppenführer en Generalleutnant in de Waffen-SS Hans Jüttner (23 oktober 1940 - 1 oktober 1941[11])
  - SS-Oberführer Ernst Fick (6 december 1943 – 15 oktober 1944[30])
  - SS-Oberführer Hermann Fegelein (26 november 1942 – 31 december 1944[31][32])
  - SS-Brigadeführer Carl von Oberkamp (31 december 1944 – april 1945[33][34])

- Amt VII – Nachschubwesen (Ambt VII - Logistieke theorie) 
  - plaatsvervangend chef SS-Brigadeführer Kurt Knoblauch (25 mei 1941 – 25 juni 1941[29])
  - SS-Oberführer Walter Krüger (11 april 1941 – 15 november 1941[16][15])
  - SS-Brigadeführer en Generalmajor in de Waffen-SS Karl Genzken (26 november 1942 - 2 december 1942[35])

- Amt VIII – Waffenamt (Ambt VIII - Wapenambt) 
  - SS-Oberführer Heinrich Gärtner (1 april 1940 – 23 oktober 1940[28])
  - SS-Oberführer Walter Krüger (23 oktober 1940 – 10 augustus 1941[16])
  - SS-Brigadeführer en Generalmajor in de Waffen-SS Otto Schwab (26 november 1942 - 17 april 1943[36][37])
  - SS-Oberführer Heinrich Gärtner (2 december 1942 – 8 mei 1945[28])

- Abteilung VIII (FEP) (Forschung, Entwicklung, Patente)
  - SS-Brigadeführer en Generalmajor in de Waffen-SS Otto Schwab (26 november 1942 - 17 april 1943[37])

- Amt IX – Technische Ausrüstung und Maschinen (Ambt IX - ambt voor Technische en Mechanisch Ontwikkelingen)
  - SS-Brigadeführer en Generalmajor in de Waffen-SS Otto Schwab[36] (17 april 1943 - 24 februari 1944[10])
  - SS-Brigadeführer en Generalmajor in de Waffen-SS Otto Schwab (24 februari 1944 - 8 mei 1945[10])

- Amt X – Kraftfahrzeugwesen (Ambt X - Motorvoertuigen Administratie)

- Amtsgruppe B - Ausbildung  (Afdelingsgroep B - Training)
  - SS-Gruppenführer en Generalleutnant in de Waffen-SS Kurt Knoblauch[38] (1 juli 1942 – 8 mei 1945[29] - 26 november 1942 - mei 1945[4])

- Amt XI – Führer-Ausbildung (Ambt XI - Officiers training en SS-Officieren Cadet Scholen (met SS-Junkerschulen))
  - SS-Brigadeführer Karl von Fischer-Treuenfeld (28 november 1940 - 5 april 1941[14])
  - SS-Gruppenführer en Generalleutnant in de Waffen-SS Kurt Knoblauch (26 november 1942 – 15 mei 1943[29][4])
  - SS-Brigadeführer Otto Schwedler (1 november 1943 – 1 augustus 1944[39])
  - SS-Brigadeführer en Generalmajor in de Waffen-SS Werner Dörffler-Schuband (15 maart 1944 – 20 februari 1945[40][41])
  - SS-Oberführer Peter Hansen (1 oktober 1941 – 25 februari 1943[42][43])

- Amt XII – Unterführer-Ausbildung (Ambt XII - Onderofficiers training en SS-onderofficieren training Scholen (met SS-Unterführerschulen))
  - SS-Brigadeführer Karl Demelhuber (21 september 1941 - oktober 1941[44])
  - SS-Oberführer Carl von Oberkamp[33] (1 juni 1942 - 26 november 1942[45])
  - SS-Standartenführer Alfred Borchert (1 september 1943 - 8 mei 1945[46])

- Amtsgruppe C - Inspektionen (Afdelingsgroep C - Inspectie)
  - SS-Brigadeführer Carl von Oberkamp (4 mei 1944 – 5 juli 1944[33][34])
  - SS-Obergruppenführer en General in de Waffen-SS Hans Jüttner (24 april 1943 - mei 1945[7])

- Insp. 2 - Infanterie- und Gebirgstruppen (Inspectie 2 - Infanterie en bergtroepen) 
  - SS-Oberführer Walter Krüger (5 april 1941 – 10 augustus 1941[16][15])
  - SS-Standartenführer Werner Ballauff (1 oktober 1941 – 1 januari 1942[47][48]), (m.d.W.d.G.b.)[48]
  - SS-Brigadeführer Walter Krüger (1 januari 1943 – 3 april 1943[16])
  - SS-Brigadeführer Gottfried Klingemann (1 augustus 1943 - 1 maart 1944[49])
  - SS-Brigadeführer Carl von Oberkamp (1 augustus 1944 – april 1945[33][34])

- Insp. 3 - Kavallerie (Inspectie 3 - Cavalerie) 
  - SS-Standartenführer der Reserve (W-SS) Hermann Fegelein (1 mei 1942[50] – 31 december 1944[31][51])

- Insp. 4 - Artillerie (Inspectie 4 - Artillerie)
  - SS-Standartenführer der Reserve Waffen-SS Otto Schwab (18 december 1940 - 1 oktober 1941[52])
  - SS-Oberführer Peter Hansen (1 oktober 1941 – 25 februari 1943[42][43])
  - SS-Obersturmbannführer/SS-Standarteführer Friedrich Gutberlet (10 januari 1943 - 21 juni 1944[53])

- Insp. 5 - Pioniere/Techniker (Inspectie 5 - Genie / Technische dienst)
  - SS-Oberführer der Waffen-SS Edmund Frosch (1 mei 1942 - mei 1945[54])

- Insp. 6 Panzertruppen (Inspectie 6 - Pantsertroepen)
  - SS-Oberführer Herbert-Ernst Vahl (1 juli 1943 – 5 juli 1944[55][56])
  - SS-Brigadeführer Carl von Oberkamp (5 juli 1944 – 1 augustus 1944[33][34])
  - SS-Gruppenführer Karl von Fischer-Treuenfeld (1 augustus 1944 - 10 januari 1945[33][57])

- Insp. 7 - Nachrichtentruppen (Inspectie 7 - Verbindingstroepen)
  - SS-Oberführer Wilhelm von Dufais (15 augustus 1940 – 1 april 1941[58])
  - SS-Oberführer Wilhelm Keilhaus (5 juli 1943 – 8 mei 1945[59])
  - SS-Gruppenführer en Generalleutnant in de Waffen-SS Ernst Sachs (1 november 1942 - 10 oktober 1942[24])
  - SS-Brigadeführer en Generalmajor in de Waffen-SS Otto Schwedler[39] (1 augustus 1944 - 2 mei 1945[60]) (m. d. F. b.)

- Insp. 8 - Feldzeug- und Instandsetzungstruppen (Inspectie 8 - Veld Onderhoudstroepen)

- Insp. 9 - Versorgungstruppen (Inspectie 9 - Service Support troepen)

- Insp. 10 – Kraftfahrparktruppen (Inspectie 10 - Motor Park troepen)  
  - SS-Standartenführer Herbert-Ernst Vahl (22 oktober 1942 – 9 november 1942[56])

- Insp. 11 Onbekend

- Insp. 12 - Technische Lehrgänge (Inspectie 12 - Technische training)

- Insp. 13 - Flakartillerie (Inspectie 13 - Luchtafweergeschut)

- Amtsgruppe D - Sanitätswesen der Waffen-SS (Afdelingsgroep D - Geneeskundige tak van de Waffen-SS) 
  - SS-Brigadeführer Oskar Hock (21 juni 1943 – 10 juli 1943[61])
  - SS-Brigadeführer Oskar Hock (10 april 1944 - 23 augustus 1944[62])
  - SS-Gruppenführer en Generalleutnant in de Waffen-SS Karl Genzken[63] (9 november 1944 – 8 mei 1945[35])

- Amt XIII – Verwaltung (Ambt XIII - Administratie) 
  - SS-Brigadeführer en Generalmajor in de Waffen-SS Wilhelm Berndt[64]

- Amt XIV – Zahnwesen (Ambt XIV - Tandheelkundige) 
  - SS-Brigadeführer Hugo Blaschke (31 augustus 1943 – 8 mei 1945)

- Amt XV – Versorgung (Ambt XV - Bevoorrading) 
  - SS-Gruppenführer en Generalleutnant in de Waffen-SS Carl Blumenreuter[63] (1 april 1940 – 14 september 1943)

- Amt XVI – Ärztliche Behandlung (Ambt XVI - Medische Behandeling) 
  - SS-Oberführer Joachim Mrugowsky (1941 – 8 mei 1945[65][66])

## Afkorting
- mit der Wahrnehmung der Geschäfte beauftragt (m.d.W.d.G.b.) - vrije vertaling: met de waarneming van de functie belast
- mit der Führung beauftragt (m. d. F. b.) - vrije vertaling: met het leiderschap belast